# Робиния щетинистоволосая
Роби́ния щетинистоволо́сая или розовая акация (лат. Robínia híspida) — вид кустарников рода Робиния (Robinia) семейства Бобовые (Fabaceae).

## Распространение и экология
В природе ареал вида охватывает Северную Америку — от Виргинии и Кентукки до Джорджии и Алабамы.
Растёт в горах.

## Ботаническое описание
Кустарник высотой до 1 м (в культуре до 3 м), разрастающийся обильными корневыми отпрысками; все части растения, кроме лепестков, покрыты длинными, прямыми, рыжеватыми щетинками. Побеги без колючек, после опадении щетинок оливково-бурые, двухлетние ветви красновато-коричневые, ломкие.
Листья длиной 17—23 см, с 7—13 листочками; листочки округло-эллиптические, длиной 2—5 см, шириной 1,3—3,8 см, на верхушке округлённые и иногда с остриём, сверху тёмно-зелёные, снизу сизоватые, голые или почти голые.
Цветки розовые или пурпурно-розовые, длиной до 2,5 см, без запаха, собраны в по 3—9 цветка рыхлые кистях. Чашечка длиной до 1 см, шириной 0,7 см, с длинно заострёнными, треугольными зубцами, приблизительно равными длине трубки.
Бобы длиной 5—8 см, железисто-щетинистые, образуются редко.
Цветёт в мае — июне.

## Значение и применение
Введена в культуру в 1758 г.
Используют редко в одиночной посадке или в мелких группах; интересна своими крупными цветками.

## Классификация

### Представители
В рамках вида выделяют ряд разновидностей:
- Robinia hispida var. fertilis (Ashe) Clausen

- [syn.  Robinia fertilis Ashe]

- Robinia hispida var. hispida
- Robinia hispida var. kelseyi (Cowell ex Hutch.) Isely

- [syn.  Robinia kelseyi J.F.Cowell ex Hutch. — Робиния Кельсея]

- Robinia hispida var. nana (Ell.) DC.
- Robinia hispida var. rosea Pursh

### Таксономия
Вид Робиния щетинистоволосая входит в трибу Robinieae рода Робиния (Robinia) подсемейства Мотыльковые (Faboideae) семейства Бобовые (Fabaceae) порядка Бобовоцветные (Fabales).
|  |                                      |  |                                                             |                                                             |                   |  | ещё 3 семейства (согласно Системе APG II) | ещё 3 семейства (согласно Системе APG II)    |                                              |  |  |  | ещё около 470 родов | ещё около 470 родов          |  |  |
|  |                                      |  |                                                             |                                                             |                   |  | ещё 3 семейства (согласно Системе APG II) | ещё 3 семейства (согласно Системе APG II)    |                                              |  |  |  | ещё около 470 родов | ещё около 470 родов          |  |  |
|  |                                      |  |                                                             | порядок Бобовоцветные                                       |                   |  |                                           |                                              | подсемейство Мотыльковые                     |  |  |  |                     | вид Робиния щетинистоволосая |  |  |
|  |                                      |  |                                                             | порядок Бобовоцветные                                       |                   |  |                                           |                                              | подсемейство Мотыльковые                     |  |  |  |                     | вид Робиния щетинистоволосая |  |  |
|  | отдел Цветковые, или Покрытосеменные |  |                                                             |                                                             | семейство Бобовые |  |                                           |                                              | род Робиния                                  |  |  |  |                     |                              |  |  |
|  | отдел Цветковые, или Покрытосеменные |  |                                                             |                                                             |                   |  |                                           |                                              |                                              |  |  |  |                     |                              |  |  |
|  |                                      |  | ещё 44 порядка цветковых растений (согласно Системе APG II) | ещё 44 порядка цветковых растений (согласно Системе APG II) |                   |  |                                           | ещё 2 подсемейства (согласно Системе APG II) | ещё 2 подсемейства (согласно Системе APG II) |  |  |  | ещё около 20 видов  |                              |  |  |
|  |                                      |  |                                                             | ещё 44 порядка цветковых растений (согласно Системе APG II) |                   |  |                                           |                                              | ещё 2 подсемейства (согласно Системе APG II) |  |  |  |                     |                              |  |  |